# آهندان
آهندان یک روستا در ایران است که در شهرستان لاهیجان استان گیلان واقع شده‌است. آهندان ۱٬۰۵۶ نفر جمعیت دارد.

## جمعیت
این روستا در دهستان آهندان قرار دارد و براساس سرشماری مرکز آمار ایران در سال ۱۳۸۵، جمعیت آن ۱۰۵۶ نفر (۳۰۲ خانوار) بوده‌است.